# Číhalín
Číhalín település Csehországban, a Třebíči járásban. Číhalín Okřešice, Červená Lhota, Třebíč, Přibyslavice és Nová Ves településekkel határos. Lakosainak száma 236 fő (2024. január 1.).

## Népesség
A település lakosságának változását az alábbi diagram mutatja:
| Lakosok száma | 278  | 265  | 318  | 317  | 224  | 185  | 204  | 204  | 219  | 236  |
|               | 1869 | 1890 | 1921 | 1950 | 1980 | 2001 | 2017 | 2019 | 2022 | 2024 |